# Aleksandr Gennadyevich Anyukov
Aleksandr Gennadyevich Anyukov (sinh ngày 28 tháng 9 năm 1982 ở Samara) là một cựu hậu vệ người Nga.
Aleksandr Anyukov vào học tại học viện bóng đá ở Samara từ khi anh 6 tuổi. Năm 2000, anh bắt đầu chơi cho đội dự bị của Krylia Sovetov Samara ở giải Hạng 2. Anh được chú ý bởi Aleksandr Tarkhanov và được mời vào đội một. Anyukov có trận ra mắt ở giải Ngoại hạng Nga vào ngày 14 tháng 10 năm 2000 trong trận gặp Zenit Saint Petersburg. Anh chơi cho Krylia Sovetov ho tới giữa năm 2005. Trong thời gian này anh là một tuyển thủ quốc gia. Anh cũng xuất hiện ở Euro 2004.
Vào tháng 7 năm 2005 anh chuyển tới Zenit Saint Petersburg. Anh đã cùng đội bóng vào tới tứ kết cúp UEFA 2005-06 và vô địch giải này vào mùa 2007-08.
Anh được gọi vào đội tuyển Nga ở Euro 2008.

## Thống kê sự nghiệp
Tính đến 5 tháng 3 năm 2016
| Câu lạc bộ          | Mùa giải            | Giải đấu | Giải đấu | Cúp quốc gia | Cúp quốc gia | Châu Âu | Châu Âu | Tổng cộng | Tổng cộng |
| Câu lạc bộ          | Mùa giải            | Trận     | Bàn      | Trận         | Bàn          | Trận    | Bàn     | Trận      | Bàn       |
| ------------------- | ------------------- | -------- | -------- | ------------ | ------------ | ------- | ------- | --------- | --------- |
| Krylia Sovetov-2    | 2000                | 18       | 1        | 0            | 0            | —       | —       | 18        | 1         |
| Krylia Sovetov-2    | Total               | 18       | 1        | 0            | 0            | —       | —       | 18        | 1         |
| Krylia Sovetov      | 2000                | 4        | 0        | 2            | 1            | —       | —       | 6         | 1         |
| Krylia Sovetov      | 2001                | 3        | 0        | 2            | 0            | —       | —       | 5         | 0         |
| Krylia Sovetov      | 2002                | 2        | 1        | 1            | 0            | —       | —       | 3         | 1         |
| Krylia Sovetov      | 2003                | 18       | 0        | 6            | 0            | —       | —       | 24        | 0         |
| Krylia Sovetov      | 2004                | 29       | 2        | 7            | 0            | —       | —       | 36        | 2         |
| Krylia Sovetov      | 2005                | 15       | 0        | 4            | 0            | —       | —       | 19        | 0         |
| Krylia Sovetov      | Tổng cộng           | 71       | 3        | 22           | 1            | —       | —       | 93        | 4         |
| Zenit               | 2005                | 12       | 1        | 1            | 0            | 8       | 0       | 21        | 1         |
| Zenit               | 2006                | 25       | 1        | 6            | 0            | 6       | 0       | 37        | 1         |
| Zenit               | 2007                | 22       | 2        | 6            | 0            | 8       | 0       | 36        | 2         |
| Zenit               | 2008                | 26       | 3        | 0            | 0            | 14      | 1       | 40        | 4         |
| Zenit               | 2009                | 27       | 1        | 2            | 0            | 2       | 0       | 31        | 1         |
| Zenit               | 2010                | 27       | 1        | 3            | 0            | 6       | 0       | 36        | 1         |
| Zenit               | 2011–12             | 37       | 1        | 5            | 0            | 11      | 0       | 53        | 1         |
| Zenit               | 2012–13             | 22       | 1        | 4            | 0            | 9       | 0       | 35        | 1         |
| Zenit               | 2013–14             | 14       | 0        | 2            | 0            | 6       | 0       | 22        | 0         |
| Zenit               | 2014–15             | 17       | 0        | 2            | 0            | 9       | 0       | 28        | 0         |
| Zenit               | 2015–16             | 15       | 0        | 3            | 0            | 7       | 0       | 25        | 0         |
| Zenit               | 2016–17             | 10       | 0        | 2            | 0            | 4       | 0       | 16        | 0         |
| Zenit               | 2017–18             | 1        | 0        | 1            | 0            | 2       | 0       | 4         | 0         |
| Zenit               | 2018–19             | 16       | 0        | 2            | 1            | 10      | 0       | 28        | 1         |
| Zenit               | Tổng cộng           | 272      | 11       | 39           | 1            | 106     | 1       | 417       | 13        |
| Zenit-2             | 2017–18             | 6        | 1        | —            | —            | —       | —       | 6         | 1         |
| Krylia Sovetov      | 2019–20             | 18       | 0        | 0            | 0            | —       | —       | 18        | 0         |
| Tổng cộng sự nghiệp | Tổng cộng sự nghiệp | 385      | 16       | 61           | 2            | 106     | 1       | 552       | 19        |

### Bàn thắng quóc tế
| # | Ngày       | Địa điểm                            | Đối thủ | Bàn thắng | Kết quả | Giải đấu |
| - | ---------- | ----------------------------------- | ------- | --------- | ------- | -------- |
| 1 | 2005-06-08 | Borussia-Park, Mönchengladbach, Đức | Đức     | 1 – 0     | 2–2     | Giao hữu |

## Danh hiệu
UEFA Super Cup
- - Vô địch: 1 (2008)
- UEFA Cup
  - Vô địch: 1 (2008)
- Russian Premier League
  - Vô địch: 1 (2007)
  - Về thứ ba: 1 (2004)
- Russian Cup
  - Về nhì: 1 (2003/04)